# Marcel Stutter
Marcel Stutter (* 6. März 1988 in Kamen) ist ein deutscher Fußballspieler, der sowohl auf allen zentralen Mittelfeldpositionen eingesetzt wird, aber auch schon als Mittelstürmer zum Einsatz kam. Später in seiner Karriere wurde er zum Abwehrspieler, insbesondere zum Innenverteidiger, umfunktioniert.

## Karriere
Marcel Stutter begann mit dem Fußballspielen in seiner Heimatstadt Kamen beim VfL Kamen, bevor er in die Jugend von Rot Weiss Ahlen wechselte. Mit der A-Jugend spielte Stutter 2005 bis 2007 in der A-Junioren-Bundesliga, schaffte aber schon Ende 2006 den Sprung in den Kader der zweiten Mannschaft, die in der Oberliga Westfalen spielte. Bis zum Sommer 2008 kam Stutter dort zu dreiunddreißig Einsätzen und erzielte ein Tor, schaffte aber nicht den Sprung in den Kader der ersten Mannschaft.
Im Sommer 2008 wechselte er dann zum NRW-Ligisten FC Gütersloh 2000, wo er in 30 Spielen sechs Tore erzielte. Nach dem Abstieg des Klubs im Sommer 2009 schloss sich Stutter seinem Heimatverein und Bezirksligisten VfL Kamen an.
Nach zwei Jahren wechselte er zum gerade aufgestiegenen Landesligisten SV Holzwickede. Dort war er mit 16 Toren in 28 Spielen einer der Leistungsträger, die dem Verein im Sommer 2012 zum sofortigen Aufstieg in die Westfalenliga verhalfen. Er machte einige Klubs auf sich aufmerksam; so absolvierte er ein Probetraining beim Drittligisten Arminia Bielefeld, wo er zwar überzeugen konnte, aber aufgrund fehlender finanzieller Mittel nicht verpflichtet werden konnte.
Kurze Zeit später verschaffte ihm sein Stiefvater die Möglichkeit bei Borussia Dortmunds Chefscout Sven Mislintat vorzuspielen, wo er mit seiner Reaktionsfähigkeit und Schussgenauigkeit überzeugen konnte. Mislintat verschaffte Stutter dann einen Kontakt zum niederländischen Erstligisten NEC Nijmegen, die ihn Mitte Juli 2012 mit in ein einwöchiges Trainingslager nahmen, wo er dann den Trainer Alex Pastoor vollends überzeugen konnte. Ende Juli 2012 wurde er dann von NEC Nijmegen verpflichtet. Er unterschrieb einen Einjahresvertrag bis Ende Juni 2013 mit Option auf ein weiteres Jahr. Am 12. August 2012 kam Stutter am 1. Spieltag der Saison 2012/13 zu seinem Profidebüt, als er im Auswärtsspiel gegen den SC Heerenveen (2:0) in der 78. Minute für Geert Arend Roorda eingewechselt wurde. Nach zwölf Einsätzen in seinem ersten Jahr zog der Verein die Vertragsoption für eine weitere Saison. In seinem zweiten Jahr beim NEC Nijmegen zog sich Marcel Stutter im Spiel gegen Ajax Amsterdam (0:3) einen Syndesmosebandriss samt Bruch des Wadenbeinköpfchens zu und fiel sechs Monate aus. Nijmegen stieg zudem aus der Eredivisie ab und Stutter verließ den Verein. Er kehrte in seine Heimat zurück und hielt sich zunächst bei der Futsal-Mannschaft Deportivo Unna fit.
Im November 2014 schloss er sich dem Regionalligisten BSV Rehden an. Zur Saison 2016/17 wechselte Stutter in die viertklassige Amateurmannschaft des Bundesligisten VfL Wolfsburg. Nachdem er in seiner letzten Saison in Wolfsburg nicht mehr zum Einsatz gekommen war und unter Hüftproblemen gelitten hatte, wechselte Sutter im September 2020, nachdem die Saison 2020/21 bereits im Gange war, zum BFC Dynamo und kam für diesen bis zum vorzeitigen Abbruch des Spielbetriebes aufgrund der COVID-19-Pandemie in fünf Meisterschaftsspielen zum Einsatz, dabei jedoch stets als Einwechselspieler. Mit dem Hauptstadtklub gewann er noch in derselben Saison den Berliner Landespokal. In der vorangegangenen Spielzeit noch im offensiven Mittelfeld aktiv wurde Stutter ab der Saison 2021/22 zum Defensivakteur umfunktioniert und war des Öfteren auf den verschiedensten Abwehrpositionen – zumeist jedoch als Innenverteidiger – anzutreffen. In einer für ihn turbulenten Saison, in der er nur vereinzelt zu Einsätzen über die volle Spieldauer kam und meist das Dasein eines Einwechselspielers fristete, kam er auf immerhin 24 Meisterschaftsspiele und drei -tore. Mit der Mannschaft rangierte er im Endklassement mit sechs Punkten Vorsprung auf den nächsten Verfolger, den FC Carl Zeiss Jena, auf dem ersten Tabellenplatz. In der Relegation zur 3. Liga, die gegen den VfB Oldenburg im Gesamtergebnis mit 2:3 verloren wurde, kam Stutter nicht zum Einsatz. Im Sommer 2022 wechselte in die sechstklassige Brandenburgliga zum TuS Sachsenhausen.

## Sonstiges
Während Marcel Stutter bei den unterklassigen Vereinen in Deutschland als Stürmer auflief, wurde er von NEC Nijmegen als Sechser bzw. Spielmacher verpflichtet. Um seine Chance beim niederländischen Erstligisten nutzen zu können, wurde Stutter von seinem Arbeitgeber, der Drogeriemarktkette Rossmann, für ein Jahr freigestellt. Der Wechsel kam auch nur zustande, weil Stutter sich explizit eine Klausel in seinen Vertrag hatte schreiben lassen, nach der er im Falle eines Angebotes eines höherklassigeren Vereins wechseln dürfe.